# Aranyosgadány
Aranyosgadány è un comune dell'Ungheria di 368 abitanti (dati 2008) situato nella contea di Baranya, nella regione Transdanubio Meridionale.